# Scopula dissimulans
Scopula dissimulans là một loài bướm đêm trong họ Geometridae.